# Compilers: Principles, Techniques, and Tools
Compilers: Principles, Techniques, and Tools je poznati udžbenik iz računarstva o konstrukciji jezičnih procesora. Iako su prošla desetljeća od prvog izdanja, naširoko se smatra kao definitivan klasik o tehnologiji jezičnih procesora.
Poznata je kao Dragon Book jer korice prikazuju viteza i zmaja u borbi. Prvo je izdanje neformalno zvano "red dragon book" kako bi se razlikovalo od knjige Aha i Ullmana Principles of Compiler Design (1977., ponekad zvane kao "green dragon book" s obzirom na to da je zmaj na koricama zelen).
Novo je izdanje knjge objavljeno u kolovozu 2006.
Teme koje pokriva prvo izdanje uključuju sljedeće:
- struktura jezičnog procesora
- leksička analiza (uključujući regularne izraze i konačne automate)
- sintaksna analiza (uključujući kontekstno neovisne gramatike, LL parsere, parsere od dna prema vrhu te LR parsere)
- sintaksom upravljano prevođenje
- provjera tipa (uključujući konverzije tipa i polimorfizam)
- run-time okolina (uključujući prenošenje parametara, tablicu simbola i alokaciju memorije)
- generiranje koda (uključujući generiranje međukoda)
- optimizacija koda

## Drugo izdanje
Slijedeći tradiciju svojih dvaju prethodnika, drugo izdanje sadrži zmaja i viteza na koricama, dizajniranih od strane Strange Tonic Productions - iz ovog razloga, serija se knjiga uobičajeno zove Dragon Book serija. Različita izdanja serije se dalje razlikuju različitim bojama zmaja. Ovo se izdanje neformalno zove purple dragon. Monica S. Lam sa Sveučilišta Stanford je postala četvrti suautor ovog izdanja.
Drugo izdanje uključuje nekoliko dodatnih tema koje nisu pokrivene u prvom izdanju. Nove teme uključuju:
- upravljano prevođenje
- nove analize toka podataka
- paralelne strojeve
- JIT kompiliranje
- sakupljanje smeća
- nove ogledne primjere

Gradiance pruža online domaće zadaće u koordinaciji sa sadržajem knjige.

## Vidjeti također
- Računalni jezik

## Vanjske poveznice
- Primjeri poglavlja iz drugog izdanja
- Primjeri slika novih korica (nedovršen rad)  Arhivirana inačica izvorne stranice od 12. lipnja 2007. (Wayback Machine)
- 2006. izdanje: ISBN 0-321-48681-1
- Pearson Education  Arhivirana inačica izvorne stranice od 28. rujna 2007. (Wayback Machine) stranica (koristi stari naslov)
- Amazon.co.uk unos za knjigu (koristi stari naslov)
- Strange Tonic Productions  Arhivirana inačica izvorne stranice od 13. listopada 2007. (Wayback Machine) (autori korica knjige)
- Amazon.com unos za knjigu